# 940 Kordula
940 Kordula este o planetă minoră (asteroid), cu un diametru de 79,852 km, din centura de asteroizi. A fost descoperită pe 10 octombrie 1920 la Observatorul Königstuhl de Karl Wilhelm Reinmuth. 
Obiectul prezintă o orbită caracterizată de o semiaxă mare de 3,3684672397803 UAi, o excentricitate de 0,16952052467913, o înclinație de 6,213 ° în raport cu ecliptica.